# Aundha Nagnath

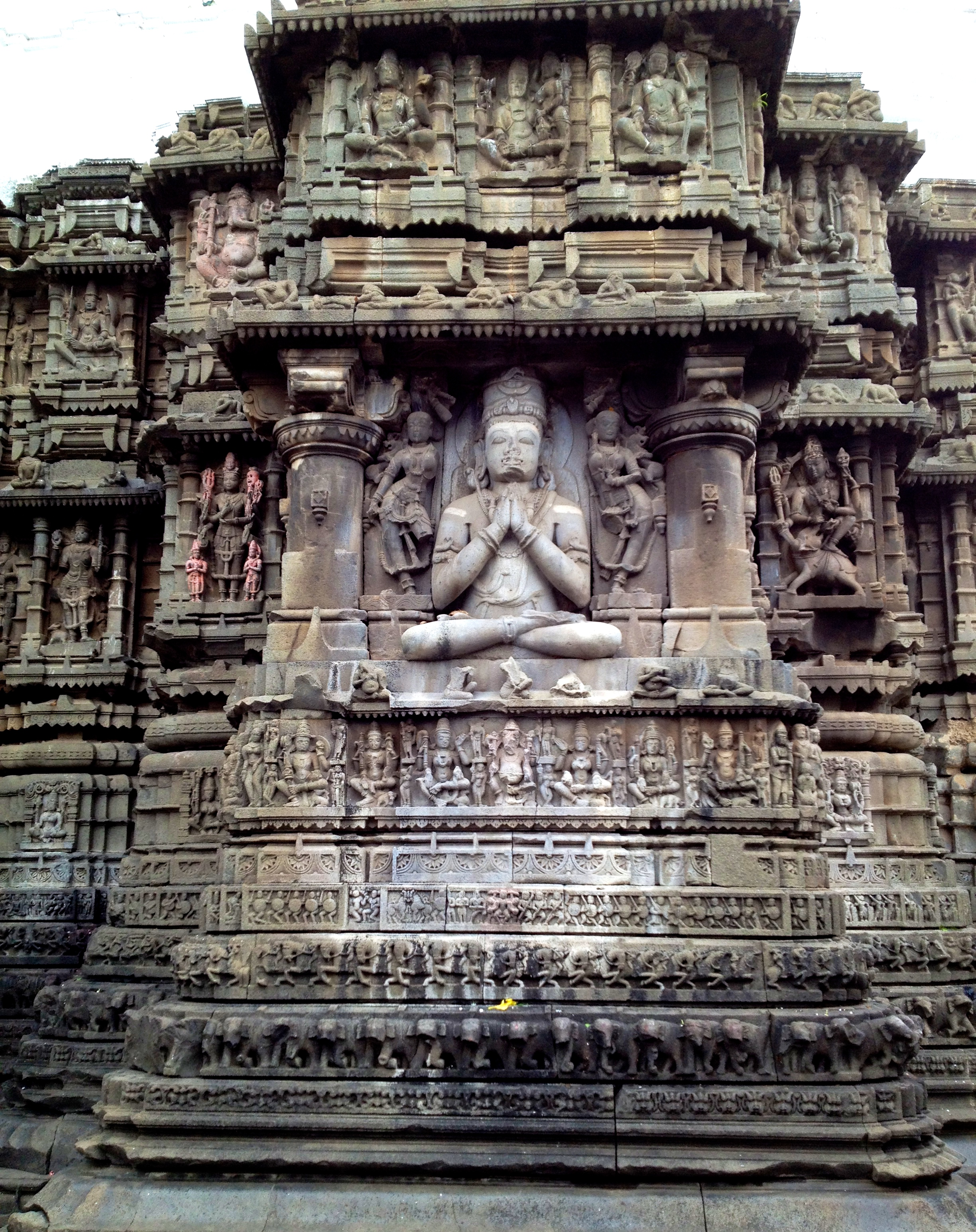
Shiva-Tempel, Detail

Aundha Nagnath, manchmal auch nur Aundah, (Marathi: औन्ढा नागनाथ) ist eine Kleinstadt mit etwa 15.000 Einwohnern im Distrikt Hingoli im indischen Bundesstaat Maharashtra.

## Lage
Aundha Nagnath liegt in der Marathwada-Region auf dem Dekkan-Plateau in einer Höhe von ca. 470 m. Nächstgrößere Städte sind Nanded-Waghala (ca. 63 km Fahrtstrecke südöstlich) und Aurangabad (ca. 200 km nordwestlich). Das Klima ist subtropisch warm; Regen fällt nahezu ausschließlich während der sommerlichen Monsunzeit.

## Bevölkerung
Die städtische Bevölkerung besteht nahezu ausnahmslos aus Hindus und Moslems; andere Religionen sind kaum vertreten. Der männliche Bevölkerungsanteil ist um ca. 5 % höher als der weibliche.

## Wirtschaft
Die Landwirtschaft bildet die Lebensgrundlage der Region; im Ort selbst haben sich Händler, Handwerker und Dienstleister aller Art niedergelassen.

## Geschichte
Über die mittelalterliche Geschichte des Ortes und der gesamten Region ist im Einzelnen nur wenig bekannt; wahrscheinlich herrschte hier die in Daulatabad ansässige Yadava- oder Seuna-Dynastie. Im 13. Jahrhundert übernahmen das Sultanat von Delhi, später dann das in Gulbarga und Bidar residierende Bahmani-Sultanat (bis ca. 1490) die Macht. Ab dem Jahr 1656 weitete der Mogul-Herrscher Aurangzeb in mehreren Feldzügen seine Macht auch auf den Dekkan aus. In der Phase des Niedergangs des Mogulreiches okkupierte der hiesige Statthalter Asaf Jah I., der später den Titel Nizam-ul-Mulk (Urdu :نظام‌الملک = „Ordner des Reiches“) erhielt, die Macht und begründete den Fürstenstaat Hyderabad, zu dem auch die Marathwada-Region bis zum Jahr 1956 gehörte.

## Sehenswürdigkeiten
Der wahrscheinlich im 13. Jahrhundert unter der Herrschaft der Seuna-Dynastie erbaute Shiva-Tempel wird von vielen Hindus als Jyotirlinga-Tempel verehrt. Türme und Dachaufbauten wurden im Verlauf der Dekkan-Feldzüge Aurangzebs weitgehend zerstört, doch blieben die unteren Teile weitgehend verschont. Die eher schmucklosen und weißgetünchten heutigen Aufbauten stammen wahrscheinlich aus dem 18. oder 19. Jahrhundert. Die intakte Sockelzone des Tempels ist dagegen reich gegliedert und die Außenwände sind über und über mit gut erhaltenen figürlichen und ornamentalen Reliefs geschmückt. In der Cella (garbhagriha) befindet sich ein meist blumengeschmückter Shiva-Lingam mit umschließender Yoni.
Umgebung
Im 14 km südöstlich gelegenen Dorf Shirad Shahpur befindet sich ein etwa 300 Jahre alter Jain-Tempel.